# 1999 no Brasil
Esta é uma cronologia dos fatos acontecimentos de ano 1999 no Brasil.

## Incumbente
- Presidente do Brasil - Fernando Henrique Cardoso (1995–2003)
- Vice-Presidente do Brasil - Marco Maciel (1995–2003)
- Presidente da Câmara dos Deputados - Michel Temer (1997–2001)
- Presidente do Senado Federal - Antônio Carlos Magalhães (1997–2001)

## Eventos
- 1 de janeiro: Fernando Henrique Cardoso inicia seu segundo mandato como presidente do Brasil.[1]
- 18 de Janeiro: Através do comunicado n. 6.565, foi introduzido o regime de câmbio flutuante no Brasil
- 24 de janeiro: Central do Brasil, de Walter Salles, vence o Globo de Ouro na categoria de Melhor Filme Estrangeiro.[2]
- 1 de fevereiro: Antônio Carlos Magalhães (PFL/BA) e Michel Temer (PMDB/SP) são reeleitos, respectivamente, para as presidências do Senado Federal e da Câmara dos Deputados.
- 17 de fevereiro: Empatadas, Gaviões da Fiel e Vai-Vai conquistam o título do carnaval de São Paulo.[3]
- 17 de fevereiro: A Imperatriz Leopoldinense conquista o título do Carnaval do Rio de Janeiro pela sexta vez.[4]
- 11 de março: Um blecaute atinge dez estados das regiões Sul, Sudeste e Centro-Oeste e o Distrito Federal.[5]
- 21 de março: Após 94 dias, termina sequestro de Wellington Camargo, irmão da dupla sertaneja Zezé di Camargo & Luciano. Compositor foi encontrado em um mato às margens de uma estrada em Guapó e os sequestradores foram presos.[6]
- 8 de abril: A CPI do Judiciário é instalada no Senado Federal.[7]
- 14 de abril: A CPI dos Bancos é instalada no Senado Federal.[8]
- 26 de julho: Caminhoneiros entram em greve nacional durante quatro dias seguidos. Motoristas revindicavam redução da tarifa de pedágios, isenção de impostos e regulamentação da aposentadoria.[9]
- 29 de setembro: Francisco de Assis Pereira, o Maníaco do Parque, é condenado a 121 anos de prisão pela morte de dez mulheres no Parque do Estado, em São Paulo.[10]
- 3 de novembro: O estudante de medicina Mateus da Costa Meira, mata três pessoas na sala 5 do cinema do Morumbi Shopping, zona sul da capital paulista.[11][12]
- 11 de dezembro: Ocorre o lançamento mal sucedido VLS-1 V02.

## Esportes
- 3 de março: Vasco da Gama vence o Torneio Rio-São Paulo pela terceira vez ao superar o Santos nas finais pelos placares de 3-1 no Estádio do Maracanã e 2-1 no Estádio do Morumbi.[13]
- 16 de junho: Palmeiras conquista a Copa Libertadores da América pela primeira vez ao vencer o Deportivo Cali no Palestra Itália por 2-1 no tempo regulamentar e 4-3 nos pênaltis.[14]
- 27 de junho: Juventude conquista a Copa do Brasil pela primeira vez ao empatar sem gols com o Botafogo no Estádio do Maracanã, se beneficiando da vantagem obtida com a vitória por 2-1 na partida de ida no Estádio Alfredo Jaconi.[15]
- 18 de julho: Brasil conquista o título da Copa América pela sexta vez, sendo seu bicampeonato consecutivo, ao vencer a final contra o Uruguai no Estádio Defensores del Chaco, em Assunção, Paraguai, pelo placar de 3-0.[16]
- 4 de agosto: México conquista o título da Copa das Confederações pela primeira vez ao vencer a final contra o Brasil no Estádio Azteca pelo placar de 4-3.
- 7 de agosto: Por nocaute, Acelino Popó Freitas derrota Anatoly Alexandrov e conquista o título mundial dos superpenas pela Organização Mundial de Boxe.[17]
- 30 de novembro: O inglês Manchester United conquista o título do Mundial Interclubes pela primeira vez ao vencer o Palmeiras por 1-0 no Estádio Nacional de Tóquio.[18]
- 20 de dezembro: Flamengo vence a Copa Mercosul pela primeira vez ao empatar em 3-3 com o Palmeiras no Estádio Palestra Itália, se beneficiando da vantagem obtida com a vitória por 4-3 na partida de ida no Estádio do Maracanã.[19]
- 21 de dezembro: Atlético Paranaense vence a Seletiva para a Copa Libertadores de 2000 ao superar o Cruzeiro na final com uma vitória por 3-0 no Arena da Baixada e uma derrota por 2-1 no Estádio do Mineirão.
- 22 de dezembro: Corinthians vence o Campeonato Brasileiro pela terceira vez, sendo um bicampeonato consecutivo, ao empatar sem gols com o Atlético-MG no Estádio do Morumbi.[20]

## Nascimentos
- 14 de janeiro: Emerson Royal, futebolista
- 6 de abril: Virginia Fonseca, influenciadora
- 15 de julho: Amanda Azevedo, atriz
- 13 de agosto: Giulia Be, cantora
- 15 de agosto: Mirella e Mariely Santos, cantoras

## Mortes
- 13 de janeiro: Nelson Werneck Sodré, escritor, historiador e político (n. 1911)
- 10 de março: Célia Biar, atriz (n. 1918)
- 12 de março: Bidu Sayão, cantora lírica (n. 1902)
- 1 de abril: Marcos Rey, escritor (n. 1925)
- 18 de maio: Dias Gomes, dramaturgo (n. 1922)
- 29 de maio: João do Pulo, ex-saltador (n. 1954)
- 16 de agosto: Carlos Cachaça, compositor (n. 1902)
- 27 de agosto: Dom Hélder Câmara, bispo (n. 1909)
- 8 de outubro: Zezé Macedo, atriz e comediante (n. 1916)
- 14 de novembro: Zé Keti, cantor e compositor (n. 1921)
- 15 de novembro: Denise Cerqueira, cantora gospel (n. 1960)
- 24 de dezembro: João Figueiredo, 30º presidente do Brasil (n. 1918)